# بوب فورد
بوب فورد (بالإنجليزية: Bob Ford)‏ هو مدير فني أمريكي، ولد في 10 سبتمبر 1937.